# والتر چاف
والتر چاف (انگلیسی: Walter Chaffe; ۲ آوریل ۱۸۷۰ – ۲۲ آوریل ۱۹۱۸) ورزشکار اهل پادشاهی متحد بریتانیای کبیر و ایرلند بود.